# Laophonte cornuta
Laophonte cornuta is een eenoogkreeftjessoort uit de familie van de Laophontidae. De wetenschappelijke naam van de soort is voor het eerst geldig gepubliceerd in 1840 door Philippi.